# Švedski demokrati
Švedski demokrati (šved. Sverigedemokraterna, SD) je politička stranka u Švedskoj koja sebe opisuje kao nacionalistički pokret. Osnovana je 1988. te se zalaže za ograničavanje imigracije u Švedskoj, odnosno odbacivanje multikulturalnosti švedskog društva. Najveći dio švedskih medija i javnosti tu stranku smatra ekstremno desnom, odnosno rasističkom, iako vodstvo SD-a te optužbe odbacuje. Nakon nekoliko neuspješnih pokušaja, SD je na izborima 2010. prvi put ušla u švedski Parlament. Predsjednik stranke je Jimmie Åkesson.
Mladi članovi su organizirani u organizaciji pod imenom Švedska demokratska mladež (Sverigedemokratisk ungdom).

## Vanjske poveznice
- Švedski demokrati